# Litauische Eishockeyliga 2010/11
Die Saison 2010/11 war die 20. Spielzeit der litauischen Eishockeyliga, der höchsten litauischen Eishockeyspielklasse. Meister wurde zum insgesamt zweiten Mal in der Vereinsgeschichte Sporto Centras Elektrenai.